# HD 192263
HD 192263 è una stella nana arancione di magnitudine 7,79 situata nella costellazione dell'Aquila. Dista 65 anni luce dal sistema solare. Nel 1999 è stata annunciata la scoperta di un pianeta extrasolare orbitante attorno ad essa.

## Osservazione
Si tratta di una stella situata nell'emisfero celeste boreale, ma molto in prossimità dell'equatore celeste; ciò comporta che possa essere osservata da tutte le regioni abitate della Terra senza alcuna difficoltà e che sia invisibile soltanto nelle aree più interne del continente antartico. Nell'emisfero nord invece appare circumpolare solo molto oltre il circolo polare artico. Essendo di magnitudine pari a 7,8, non è osservabile ad occhio nudo; per poterla scorgere è sufficiente comunque anche un binocolo di piccole dimensioni, a patto di avere a disposizione un cielo buio.
Il periodo migliore per la sua osservazione nel cielo serale ricade nei mesi compresi fra fine giugno e novembre; da entrambi gli emisferi il periodo di visibilità rimane indicativamente lo stesso, grazie alla posizione della stella non lontana dall'equatore celeste.

## Caratteristiche fisiche
La stella è una nana arancione nella sequenza principale; possiede una magnitudine assoluta di 6,3 e la sua velocità radiale negativa indica che la stella si sta avvicinando al sistema solare.
La stella ha diverse compagne ottiche, tuttavia nessuna di esse pare legata gravitazionalmente a HD 192263.

## Sistema planetario
Il 28 settembre del 1999 Santos et al. e Marcy et al. scoprirono indipendentemente gli uni dagli altri un pianeta gigante gassoso in orbita a 0,15 UA dalla stella. Nel 2002 la scoperta fu messa in dubbio a causa di variazioni osservate proprie della stella che avevano la stessa durata del periodo orbitale del pianeta. Nel 2003 la presenza del pianeta fu comunque confermata definitivamente
.
| Pianeta | Tipo            | Massa            | Periodo orb.   | Sem. maggiore | Eccentricità |
| ------- | --------------- | ---------------- | -------------- | ------------- | ------------ |
| b       | Gigante gassoso | >0,641 ± 0,61 MJ | 24,3556 giorni | 0,1532 UA     | 0,055        |